# Уездец (Льгота-под-Горжичками)
Уездец (чеш. Újezdec) — чешская деревня, часть общины (муниципалитета) Льгота-под-Горжичками в районе Наход.

## История
Первое письменное упоминание об Уездце относится к 1416 году, когда селение принадлежало крепости Хвалковице, после реконструкции XVI века ставшую замком. Первым известным владельцем Уездца был чешский дворянин Ян из Хвалковиц. В 1597 г. деревню купил Ян из Добржениц, а в конце XVIII в. она принадлежала герцогине Вильгельмина Саган. В 1849—1867 гг. совместная самоуправляющаяся единица — муниципалитет, вместе с Льготой-под-Горжичками. Затем отдельной муниципалитет. В 1899 г. здесь возникло некоммерческое партнёрство «Хозяйственно-читательская беседа» (чеш. Hospodářsko-čtenářská beseda), в 1909 г. основана муниципальная пожарная команда. В 1913 г. было построено и введено в эксплуатацию пожарное депо. В 1926 г. завершено строительство системы водоснабжения. В 1952 г. был создан сельскохозяйственный кооператив, который в следующем году распался. Новый сельскохозяйственный кооператив был основан в 1957 г. В 1960 г. Уездец потерял статус муниципалитета и стал частью муниципалитета Льгота-под-Горжичками. Кроме того, происходит слияние всех местных сельскохозяйственных кооперативов (Уездец, Льгота-под-Горжичками, Вестец, Светла). В 1985—1990 гг. Уездец был в составе муниципалитета Горжички, а c 1990 г. — в муниципалитета Льгота-под-Горжичками.

## Достопримечательности
- Кирпичная часовня (1863 г.)
- Каменный крест, прекрасная каменотёсная работа эпохи барокко
- Пожарное депо (1913 г.) с мемориальной доской начальнику местной пожарной охраны Бедржиху Петире, который умер в Терезиенштадте

## Население
| Год  | Численность | Численность |
| ---- | ----------- | ----------- |
| 1869 | 239         | [ 7 ]       |
| 1880 | 198         | [ 7 ]       |
| 1890 | 170         | [ 7 ]       |
| 1900 | 159         | [ 7 ]       |
| 1910 | 145         | [ 7 ]       |
| 1921 | 126         | [ 7 ]       |
| 1930 | 118         | [ 7 ]       |
| 1950 | 86          | [ 7 ]       |
| 1961 | 78          | [ 7 ]       |
| 1970 | 70          | [ 7 ]       |
| 1980 | 58          | [ 7 ]       |
| 1991 | 34          | [ 7 ]       |
| 2001 | 39          | [ 7 ]       |
| 2011 | 48          | [ 7 ]       |
| 2021 | 63          | [ 3 ]       |